# Кул Шариф (религиозный деятель)
Кул Шари́ф (тат. Qolşərif, Колшәриф; ум. 1552, Казань) — имам, религиозный деятель XVI века, поэт, национальный герой татар, возглавивший оборону одной из частей Казани в октябре 1552 года против войск Ивана Грозного. Погиб вместе со своими сподвижниками при защите ханской цитадели. В его честь названа мечеть Кул-Шариф, построенная в 1996—2005 годах в Казанском кремле на месте разрушенной старой мечети.

## Происхождение
Татарский просветитель XIX века Шигабутдин Марджани показал, что о реальном существовании Кул Шарифа во времена Казанского ханства свидетельствуют множество исторических источников. По собранным данным он сделал вывод о том, что Кул Шариф на момент падения ханства являлся главой духовенства мусульман. Татары считали Кул-Шарифа великим героем и «амиром».
Кул Шариф считался сеидом — принадлежащим к роду потомков пророка Мухаммеда. Это подтверждают современные историки, которые опубликовали генеалогию сеидов Шакуловых из Касимовского ханства.
В XV—XVI веках каждое отдельное татарское ханство имело по несколько сеидов. Лишь один из них мог быть верховным сеидом. Согласно предположениям, Кул Шариф был крымским сейидом, некоторое время проживал в Астраханском ханстве с сейидом Мансуром, который, предположительно, и был его отцом.

## Литературная деятельность
Литературовед М. И. Ахметзянов выдвинул гипотезу о том, что Кул Шариф является автором сочинений «Зафернаме-и вилайет-и Казан» (1550), стихотворений «Шариф Хаджитархани» и «Кул Шариф». Проведя анализ сочинений и стихотворений, Ахметзянов заметил, что их автор очень образован, обладал обширными и глубокими познаниями в астрономии, истории и других науках.

## Взятие Казани
Кул Шариф жил в те времена, когда Казанское ханство приближалось к своей гибели. Поэт описал трагедию татарского народа в своей прозе «Зафернаме-и вилайет-и Казан». Казанскому ханству неоткуда было ждать поддержки, и из-за этого в 1550 году казанцам пришлось заключить с Москвой договор о взаимопомощи и взаимопонимании.
На следующий год отношения между государствами снова ухудшаются, поэтому русские разрывают мирное соглашение. Летом русские войска обступили всю Казань, и казанцы отправили русским воеводам муллу Кул Шарифа и тюменского князя Бибарса Растова с посланием о мире. Из летописи 1551 года известно, что послы долгое время не соглашались идти на уступки; после угроз силового захвата Казани послы согласились и приняли условия, поставленные Москвой.

## Смерть
Кул Шариф погиб в 1552 году во время взятия Казани. Марджани утверждает, что Кул Шариф и его последователи объединились в некое военное подразделение и погибли мучениками за веру. Сам Кул Шариф поднялся на крышу мечети, где его и убили, а тело сбросили вниз.